# Резолюция Совета Безопасности ООН 1032
Резолюция Совета Безопасности Организации Объединённых Наций 1032 (код — S/RES/1032), принятая 19 декабря 1995 года, сославшись на все резолюции по Кипру, в частности резолюции 186 (1964) и 1000 (1995), Совет выразил обеспокоенность отсутствием прогресса в политическом споре на Кипре и продлил мандат Вооруженных сил ООН по поддержанию мира на Кипре (ВСООНК) до 30 июня 1996 года.
Совет Безопасности призвал военные власти обеих сторон обеспечить отсутствие инцидентов вдоль буферной зоны и сотрудничать с ВСООНК, особенно в отношении распространения соглашения о ненаселении 1989 года на все районы буферной зоны, которые ещё не были соблюдены. Генеральному секретарю ООН Бутросу Бутросу-Гали было предложено держать в поле зрения структуру и численность миротворческих сил с целью их реорганизации в случае необходимости. ВСООНК также провели гуманитарный обзор, и Совет одобрил их рекомендации.
Всем заинтересованным сторонам было настоятельно предложено взять на себя обязательства по сокращению численности иностранных войск на Кипре и сократить расходы на оборону в качестве первого шага к выводу некипрских сил, как это было предложено в «Комплексе идей». В резолюции выражалось сожаление по поводу того, что стороны, в соответствии с Резолюцией 839 (1993), не приступили к обсуждению вопроса о запрете боевых патронов и стрельбы из оружия в радиусе действия буферной зоны. Лидерам Кипра и Северного Кипра было настоятельно рекомендовано содействовать терпимости и примирению между двумя общинами, приветствуя усилия Генерального секретаря по поддержанию контактов с обоими лидерами. Важное значение придавалось осуществлению мер по укреплению доверия, предусмотренных резолюцией 939 (1994).